# Parc national Carrasco
Pour les articles homonymes, voir Carrasco.
Le parc national Carrasco est situé en Bolivie à l'est du département de Cochabamba. Il jouxte à l'est le parc national Amboró, qui se situe dans le département de Santa Cruz.
Le parc est créé le 11 octobre 1991 et sa superficie est de 6 226 km2, avec une altitude variant de 280 à 4 717 m.

## Généralités
- Situation: le parc est situé à l'est du département de Cochabamba.
- Superficie: le parc a une superficie de 622 600 hectares (6 226 km2).
- Climat: le climat est froid à tempéré dans la partie du parc située à l'ouest et au sud, et chaud dans les zones basses au nord.
- Précipitations: le parc est situé dans une des zones du pays où les précipitations sont les plus élevées, pouvant parfois dépasser 5 000 mm.

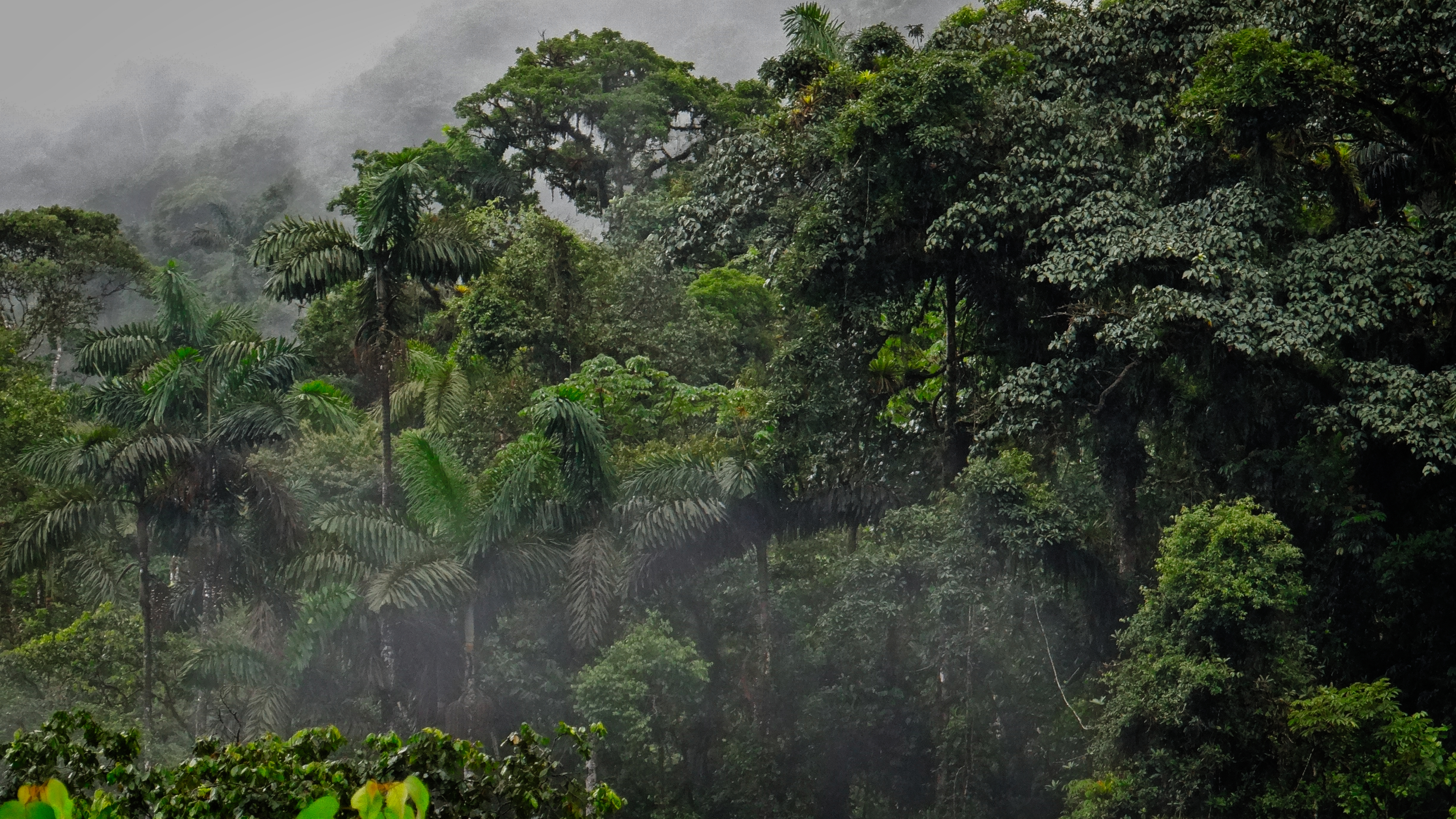
Forêt humide du parc.
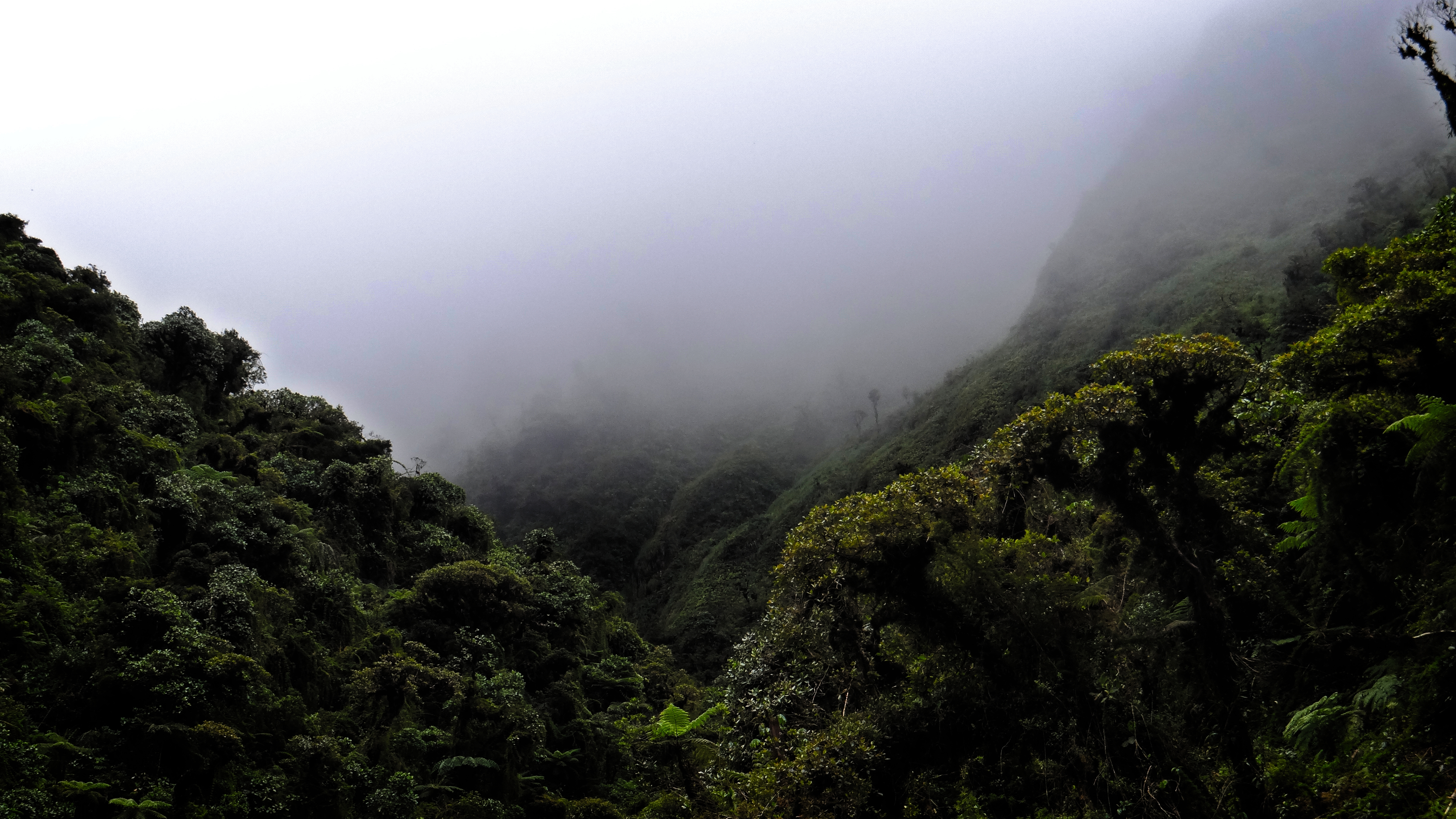
Brouillard dans une zone montagneuse.
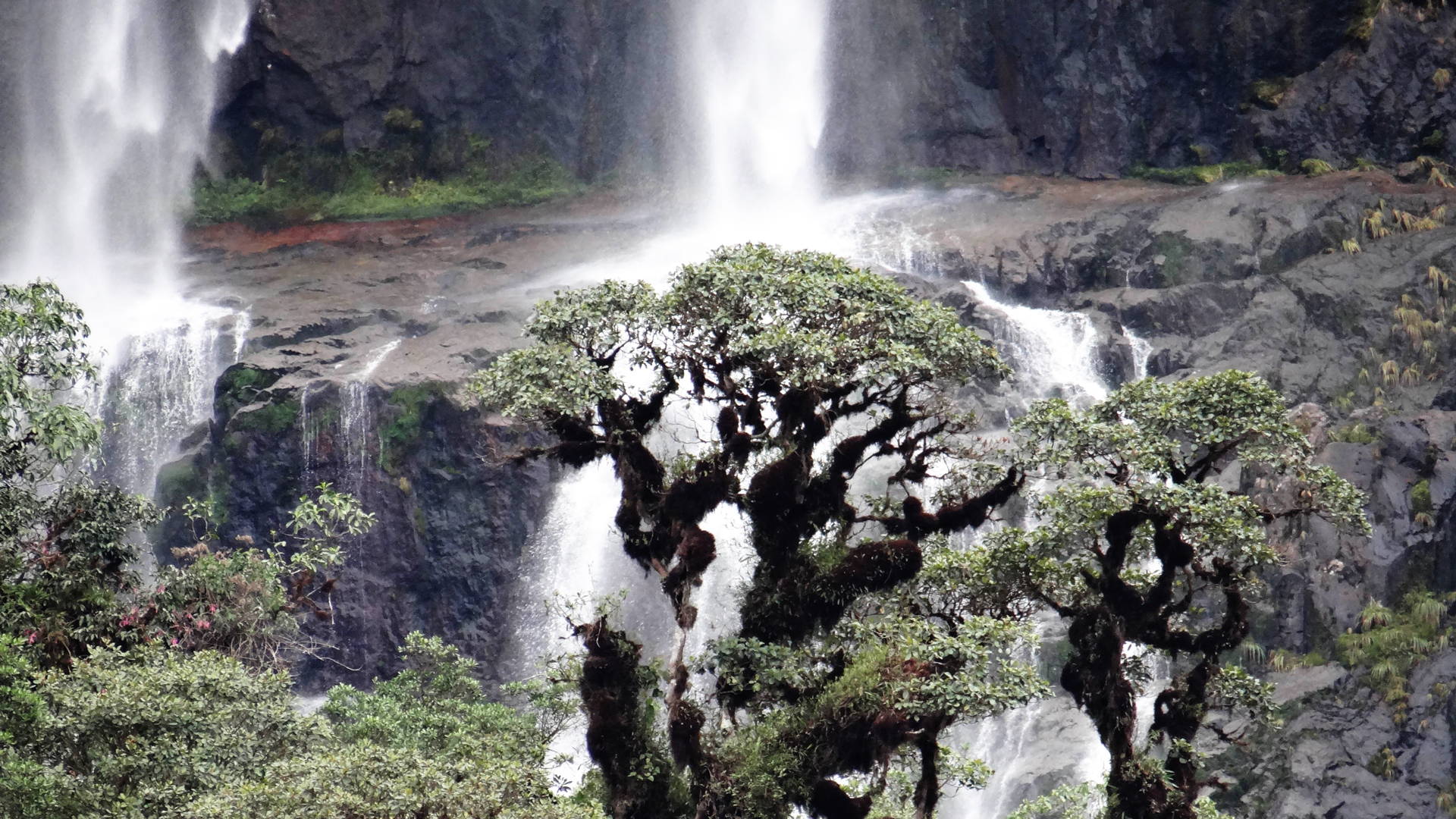
Cascades La Pajcha.

## Faune
Parmi les espèces les plus caractéristiques, citons : le jucumari ou oso d'anteojos (ours à lunettes ou Tremarctos ornatus), le jaguar (Panthera onca), le chat des Andes (Oreailurus jacobita), le taruca ou cerf andin (Hippocamelus antisensis), le tapir du Brésil (Tapirus terrestris), le coati (Nasua nasua) et le guacharo des cavernes (Steatornis caripensis).

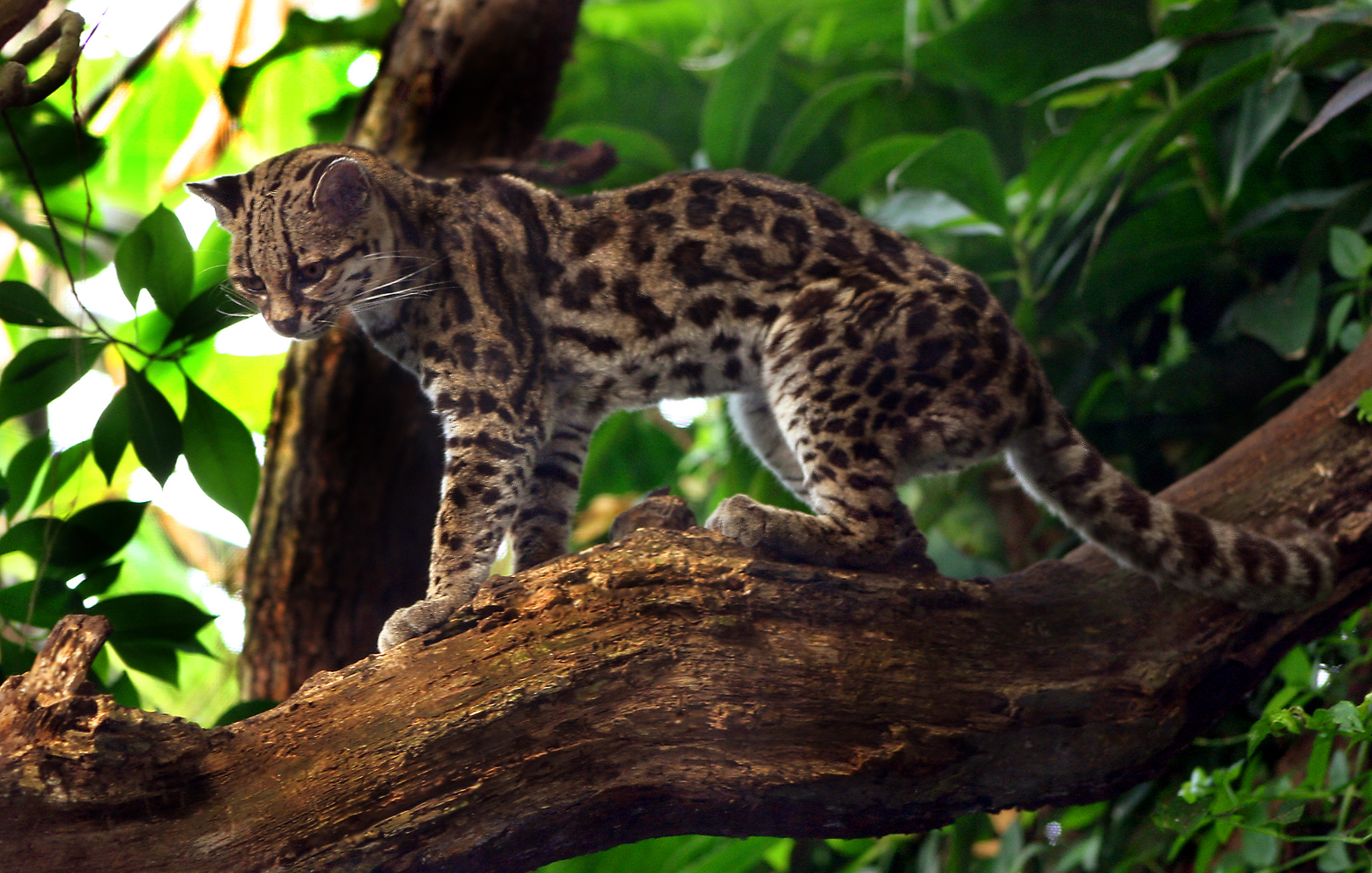
Margay (Leopardus wiedii)
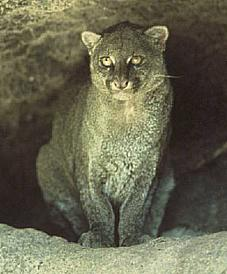
Jaguarondi (Herpailurus yaguarondi)
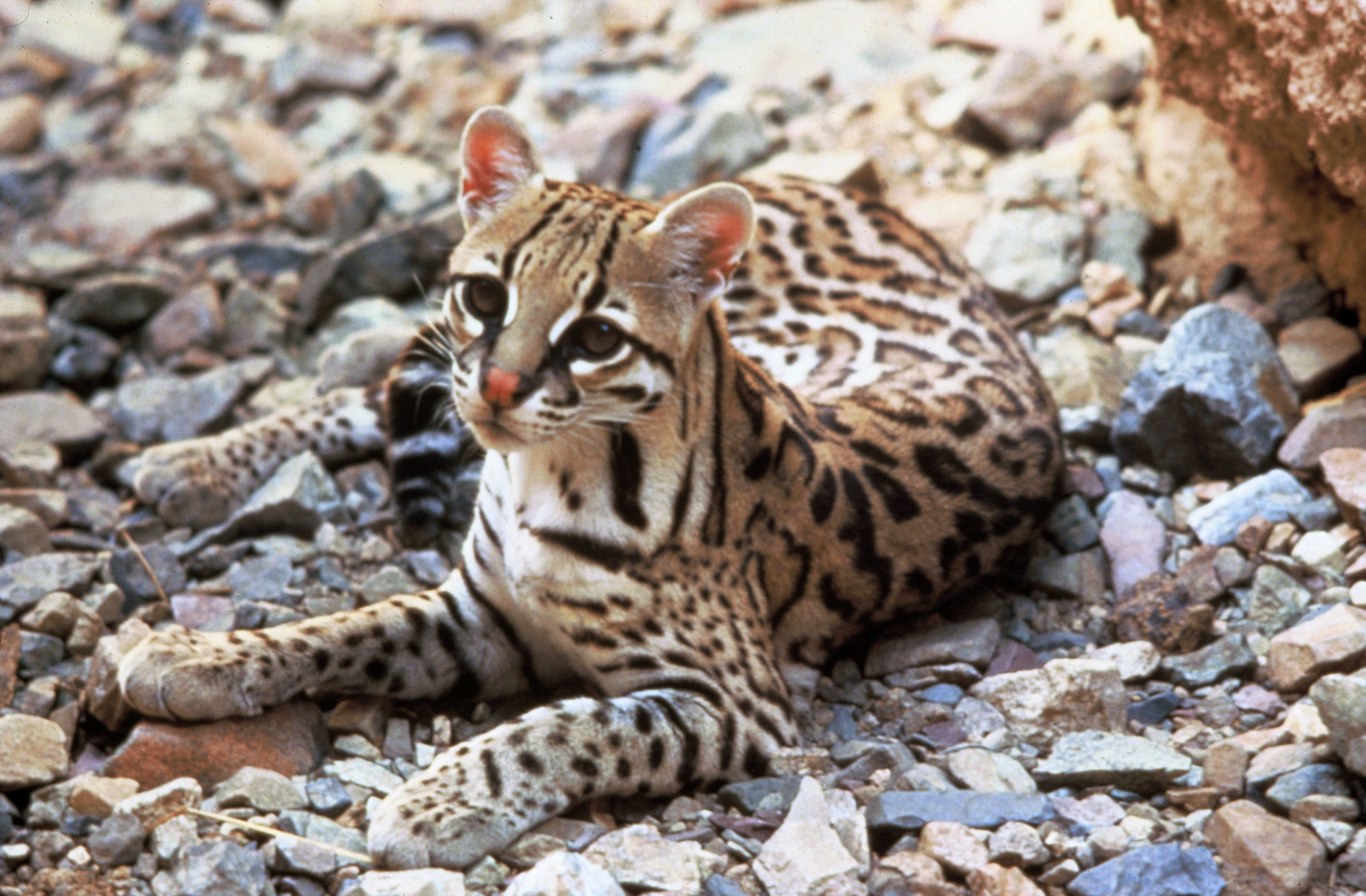
Ocelot (Leopardus pardalis)

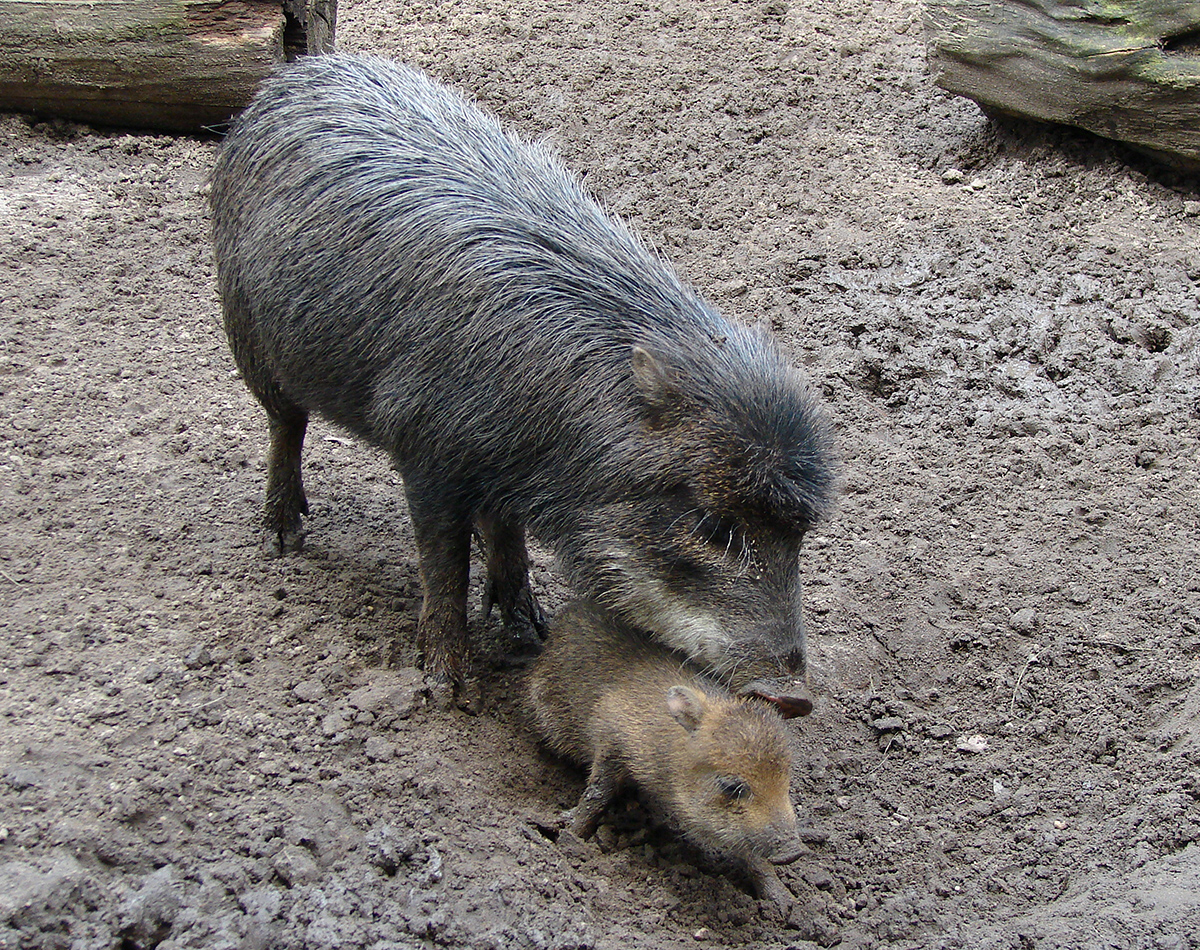
Tayassu (Tayassu pecari])
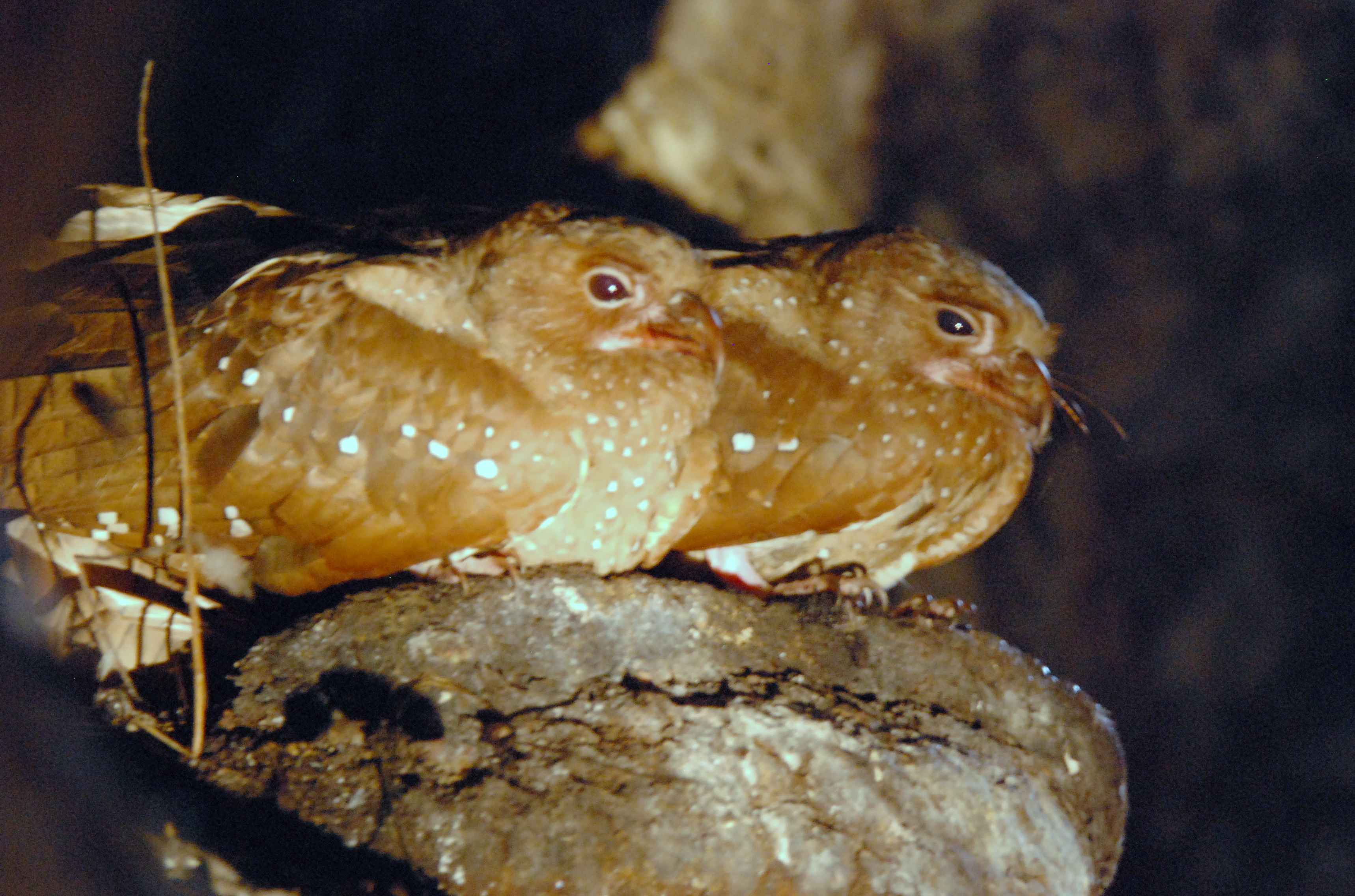
Guacharo des cavernes (Steatornis caripensis)
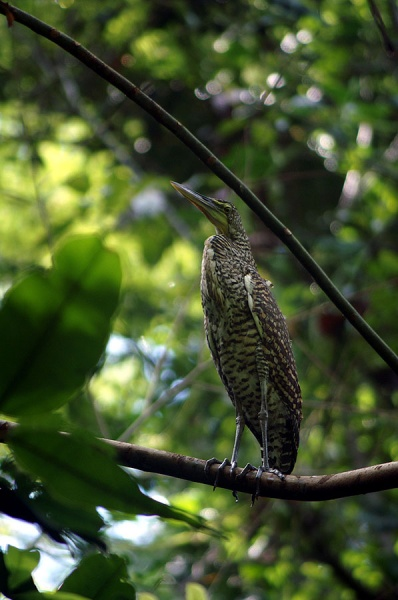
Onoré fascié (Tigrisoma fasciatum)